# Zifeng Tower
Zifeng Tower, également appelé Greenland Center-Zifeng Tower, Greenland Square Zifeng Tower et Nanjing Greenland Financial Center, est avec 450 mètres le plus haut gratte-ciel de Nankin en Chine.
À son ouverture en 2010, elle était la deuxième plus haute tour de Chine après le Shanghai World Financial Center.